# Papilio nobilis
Espèce
Papilio nobilis ou Machaon noble est une espèce de lépidoptères (papillons) de la famille des Papilionidae. Cette espèce vit au Soudan, en République démocratique du Congo, en Ouganda, au Kenya, en Tanzanie. L'espèce vit dans les forêts de montagne et dans les forêts riveraine, de 1300 à 2100 m d'altitude.

## Description
Papilio nobilis fait environ 9 cm d'envergure. À l'avers le mâle est jaune pâle. Les ailes antérieures sont marron foncé à l'apex et portent une macule marron assez floue dans la cellule. Chez la sous-estèce crippsianus les motifs des ailes antérieures sont crème. Les ailes postérieures ont des queues en forme de spatule, de couleur marron. Elles portent une macule brune près du bord supérieur de l'aile et des marques marron sur les bords de l'aile. Au revers les motifs des ailes antérieures sont similaires, mais la macule marron de la cellule est plus développée. Les ailes postérieures sont marron clair, avec des marques plus foncées près des marges et des macules jaune pâle près du bord supérieur. 
La femelle est d'un jaune plus soutenu que le mâle et ses motifs sont marron orangé. À l'avers les ailes antérieures sont marron dans la marge et portent une macule de même couleur à l'apex, près du bord supérieur. Elles portent également une macule de même couleur dans la cellule, plus développée que chez le mâle. Les ailes postérieures ont des queues en forme de spatule marron et des macules de même couleur et de forme irrégulière le long des marges et dans la partie submarginale. Ces macules sont plus ou moins développées selon les spécimens. Au revers les couleurs sont plus ternes. Les motifs des ailes antérieures sont similaires. Les ailes postérieures sont marron, plus claires dans la marge et dans la zone proche du bord supérieur de l'aile.

## Écologie
La femelle pond ses œufs sur la plante-hôte. Cette espèce utilise comme plante-hôte Warburgia ugandensis. La chenille passe par cinq stades avant de se transformer en chrysalide, et la chrysalide est maintenue tête en haut par une ceinture de soie, comme chez les espèces proches.
Les adultes volent à plusieurs mètres au-dessus du sol. Les deux sexes se nourrissent du nectar des fleurs. Les femelles sont peu communes et sont plus souvent visibles le matin quand elles se nourrissent de fleurs. Les mâles sont parfois attirés par l'urine et la bouse d'éléphants.

## Habitat et répartition
Papilio nobilis est présent dans l'écozone afrotropicale : Soudan, République démocratique du Congo, Ouganda, Kenya, Tanzanie. L'espèce vit dans les forêts de montagne et dans les forêts riveraine, de 1300 à 2100 m d'altitude.

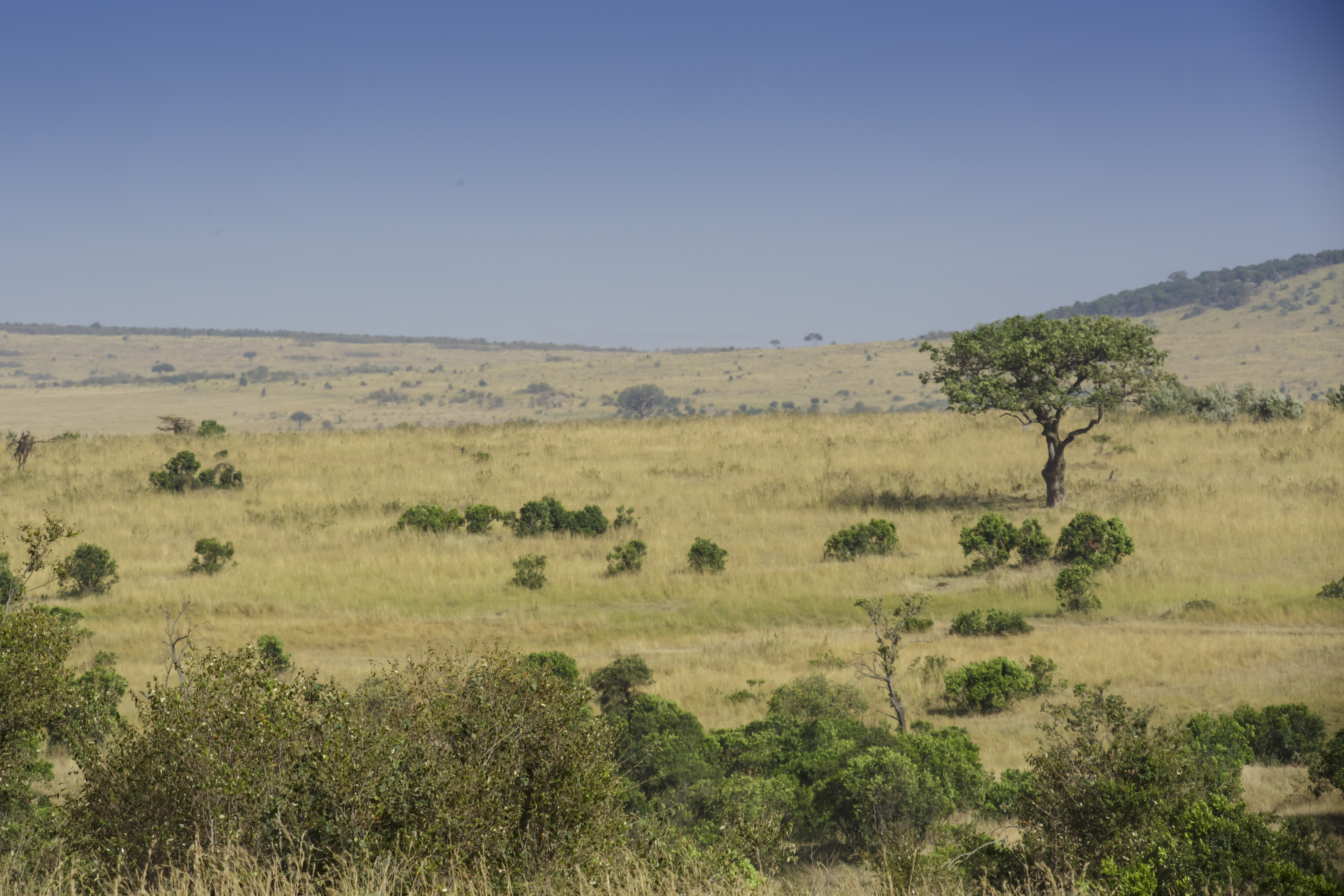
Masai Mara (Kenya)
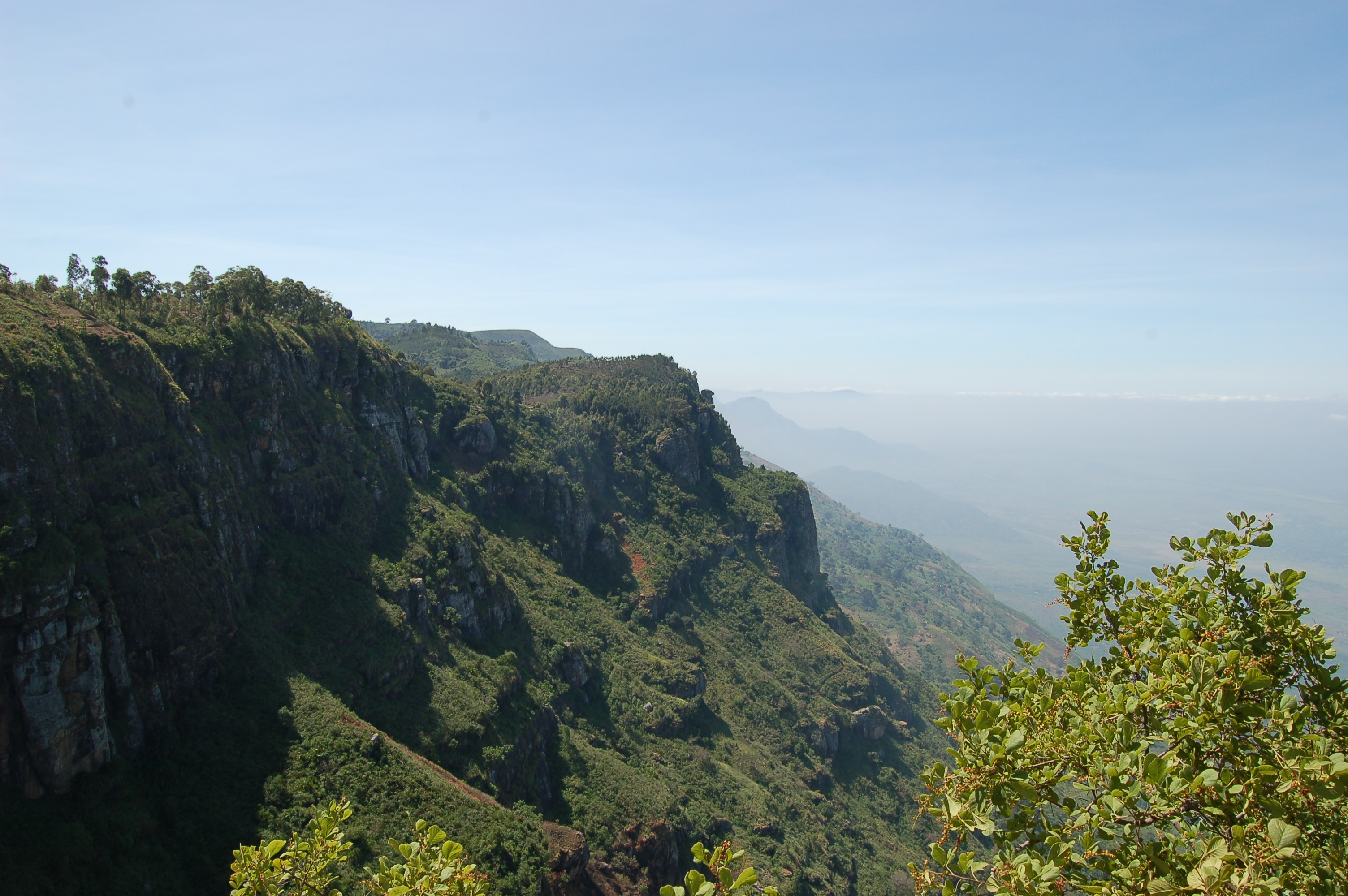
Monts Usambara (Tanzanie)
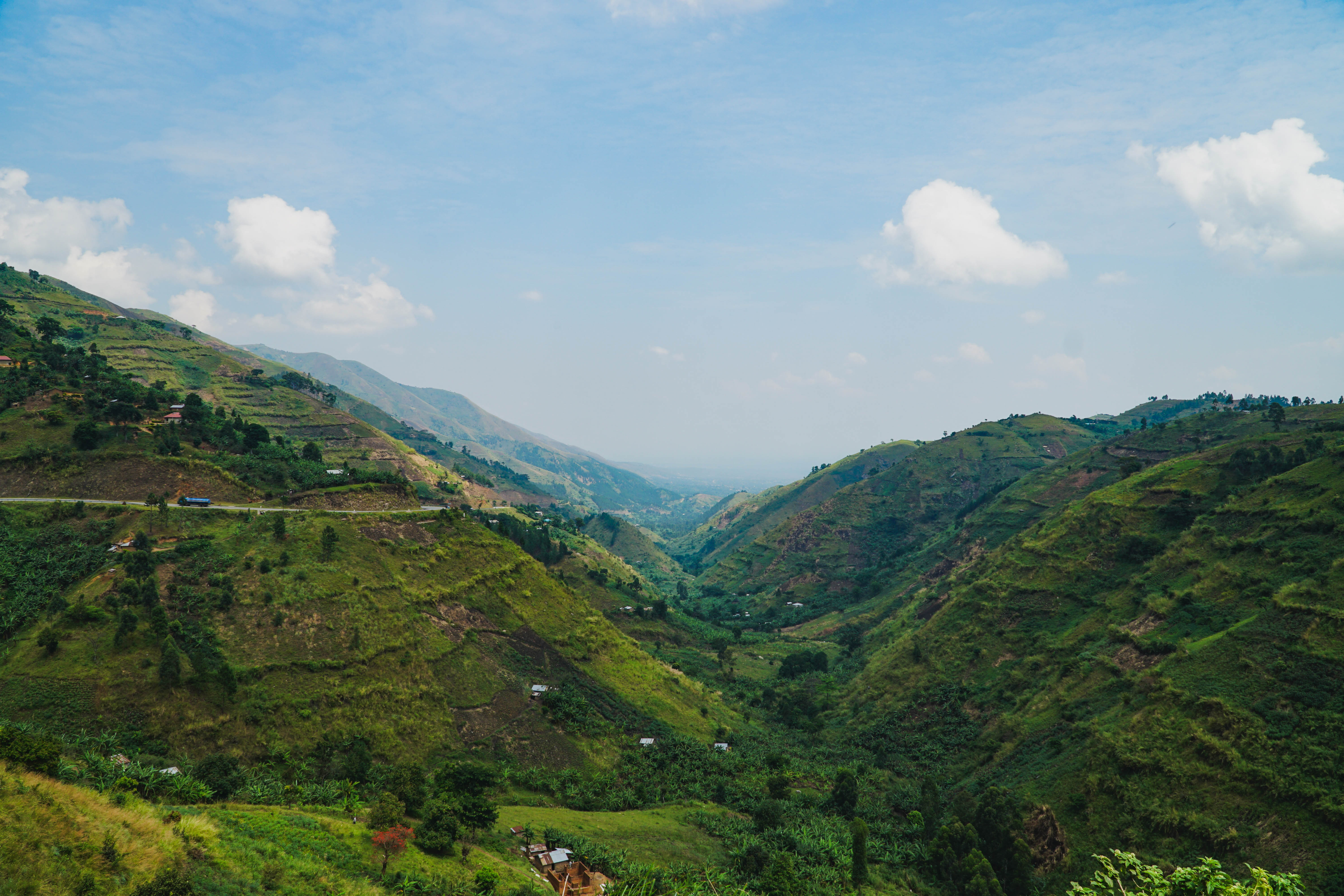
Parc national de la Semliki (République démocratique du Congo)

## Systématique
L'espèce Papilio nobilis a été décrite pour la première fois en 1891 par l'entomologiste Alois Friedrich Rogenhöfer dans Verhandlungen der Kaiserlich-Königlichen Zoologisch-Botanischen Gesellschaft in Wien.

### Sous-espèces[1]
- P. nobilis nobilis : Ouganda (est), Kenya (hauts plateaux du centre, Masai Mara et côtes du lac Victoria), Tanzanie (nord-ouest).
- P. nobilis crippsianus : République démocratique du Congo (Kivu), Ouganda (ouest – Ruwenzori, Ankole, Kigezi), Kenya (frontière extrème-ouest), peut-être Tanzanie (nord-ouest)
- P. nobilis didingensis : Soudan (sud)
- P. nobilis mpanda : Tanzanie (ouest –  district de Mpanda)

## Papilio nobiliset l'Homme

### Nom vernaculaire
Cette espèce est appelée en anglais "Noble Handkerchief" ou "Noble swallowtail".

### Menaces et conservation
Cette espèce n'est pas évaluée par l'UICN. Son statut n'est pas connu.